# Dikenli, Korgun
Dikenli là một xã thuộc huyện Korgun, tỉnh Çankırı, Thổ Nhĩ Kỳ. Dân số thời điểm năm 2010 là 143 người.